# Pingshan, Si
Pingshan (kinesiska: 屏山) är en köping i östra Kina. Den ligger i Si härad i staden Suzhou i provinsen Anhui, omkring 200 kilometer norr om provinshuvudstaden Hefei. Antalet invånare är 58513. Befolkningen består av 28 888 kvinnor och 29 625 män. Barn under 15 år utgör 18,0 %, vuxna 15-64 år 70 %, och äldre över 65 år 10,0 %.